# 一般意志2.0
一般意志2.0（いっぱんいしにーてんぜろ）は2011年に講談社から発行された、東浩紀のエッセイ。講談社の月刊PR誌『本』において連載されたのち、2011年11月に同社から出版された。

## 概要
本書はジャン＝ジャック・ルソーの古典である社会契約論、特にそこで提示される一般意志の概念を、現代の情報技術環境において実装可能なものとして読み直すこと、またその結果提案される一般意志と共に現代のメディアや民主主義の可能性について論じた本である。
文庫版の巻末には、本文中でも引用されている『〈私〉時代のデモクラシー』（岩波書店〈岩波新書〉、2010年）の著者である政治学者の宇野重規との対談が掲載されている。
『存在論的、郵便的』を発表して以降、東浩紀は日本の学者的な現代思想とは距離を取りつつ、『動物化するポストモダン』などを発表し、いずれデリダ論を更新することを予告しつつ、文芸誌への寄稿やテレビ出演、若手批評家の育成に10年近く活動の力点をおいていた。
その間にweb世界ではニコニコ動画やTwitterを使って、東はデリダの起源であるジャン＝ジャック・ルソーの一般意志を、新しいメディアを活用し表現し直した。ただし、実際の人間の生き死にがかかわる政治的問題を、ニコニコ動画のようなおふざけメディアを通して論ずるのはやめてほしいなどの批判もあった（日本政策学校第2回開学前記念シンポジウムにおいて）。
2020年には当時を振り返って
と述べている。

## 書誌情報
- （単行本）『一般意志2.0：ルソー、フロイト、グーグル』（講談社、2011年）ISBN 978-4062173988
- （文庫）『一般意志2.0：ルソー、フロイト、グーグル』（講談社〈講談社文庫〉、2015年）ISBN 978-4062932721
- （翻訳）General Will 2.0: Rousseau, Freud, Google, Vertical. 2014.（英語）ISBN 978-1941220542

## 重要単語
- 一般意志
- 熟議
- 集合的無意識
- 総記録社会(ウェブ・アーカイブ)